# ونگوان جانی هوانگ
ونگوان جانی هوانگ (انگلیسی: Wenguan Johnny Huang؛ زادهٔ ۵ اکتبر ۱۹۶۲) یک بازیکن تنیس روی میز اهل کانادا است. 
وی در مسابقات کشوری و بین‌المللی در مجموع برنده ۱۸ مدال طلا، ۲ مدال نقره، ۲ مدال برنز شده‌است.